# Гігабайт
Гігабайт — кратна одиниця вимірювання кількості інформації, що дорівнює 1 073 741 824 (230) стандартним (8-бітним) байтам або 1024 мегабайтам.
Префікс SI гіга- використовується помилково, тому що вона позначає множення на 109. Для 230 слід використовувати двійковий префікс гібі-. Цим користуються великі корпорації, що виробляють жорсткі диски та DVD, які при маркуванні своїх виробів під мегабайтом розуміють 1 000 000 байт, а під гігабайтом — 1 000 000 000 байт.